# Konkatamer
Konkatamer – długa, ciągła cząsteczka DNA zawierająca wiele kopii tej samej sekwencji DNA połączonych szeregowo.
Te polimeryczne cząsteczki zazwyczaj składają się z całych genomów połączonych końcami i rozdzielonych przez miejsca cos (sekwencje nukleotydów wiążące białka, występujące raz w każdej kopii genomu). Konkatamery często powstają w wyniku replikacji typu toczącego się koła i mogą być obserwowane w późnym etapie infekcji przez bakteriofagi. Na przykład, jeśli geny w DNA bakteriofaga są uporządkowane jako ABC, to w konkatamerze będą powtarzać się w układzie ABCABCABCABC i tak dalej (zakładając, że synteza została zapoczątkowana między genami C i A). Konkatamery są następnie rozkładane przez rybozymy.
Podczas aktywnej infekcji niektóre gatunki wirusów replikują swój materiał genetyczny poprzez tworzenie konkatamerów. W przypadku ludzkiego herpeswirusa 6 (HHV-6) jego cały genom jest wielokrotnie kopiowany na jednej nici DNA. Te długie konkatamery są następnie cięte między regionami pac-1 i pac-2 przez rybozymy, gdy genom zostaje pakowany do poszczególnych wirionów.
W badaniach nad replikacją DNA bakteriofaga T4 zastosowano znakowanie tritiowaną tymidyną i analizę metodą autoradiografii. Zaobserwowane pośrednie produkty replikacji DNA obejmowały struktury konkatamerowe w formie pierścieniowej i rozgałęzionych pierścieni, które najprawdopodobniej powstały w wyniku replikacji typu toczącego się koła.
Podczas składania konkatamerów z syntetycznych oligonukleotydów stwierdzono, że zwiększenie stężenia soli do 200 mM było kluczowym czynnikiem optymalizującym, ponieważ wzmacniało siłę jonową, przyspieszając tym samym formowanie konkatamerów.